# Joan Sutherland
Joan Sutherland (ur. 7 listopada 1926 w Sydney, zm. 10 października 2010 w Genewie) – australijska śpiewaczka operowa, sopranistka, znana jako „La Stupenda”.

## Życiorys
Karierę rozpoczęła w rodzinnej Australii, ale przełomem był dla niej wyjazd w 1951 do Londynu, gdzie studiowała dalej śpiew i poznała przyszłego męża, pianistę i dyrygenta Richarda Bonynge. Za jego radą przestawiła swój głos na sopran koloraturowy. W tym okresie miał miejsce (m.in. dzięki działalności Marii Callas) renesans belcanta. Sutherland stała się cenioną i poszukiwaną odtwórczynią ról w operach takich jak Łucja z Lammermooru Gaetano Donizettiego czy Norma Vincenzo Belliniego. Miała w repertuarze także bardziej dramatyczne partie, takie jak Violetta w Traviacie, a w nagraniu wystąpiła nawet jako Turandot.
Ze względu na nadzwyczajne możliwości głosu nazywano ją „La Stupenda” („Zdumiewająca”), Luciano Pavarotti nazwał Dame Joan „głosem stulecia”, a Montserrat Caballé określiła jej głos jako „niebiański”, choć przez całą karierę krytycy wytykali jej złą dykcję i kiepskie aktorstwo. Na scenie towarzyszyli jej często m.in. Marilyn Horne i Luciano Pavarotti. Pozostawiła po sobie obszerną dyskografię, nagrywając niemal wyłącznie dla wytwórni Decca Records.

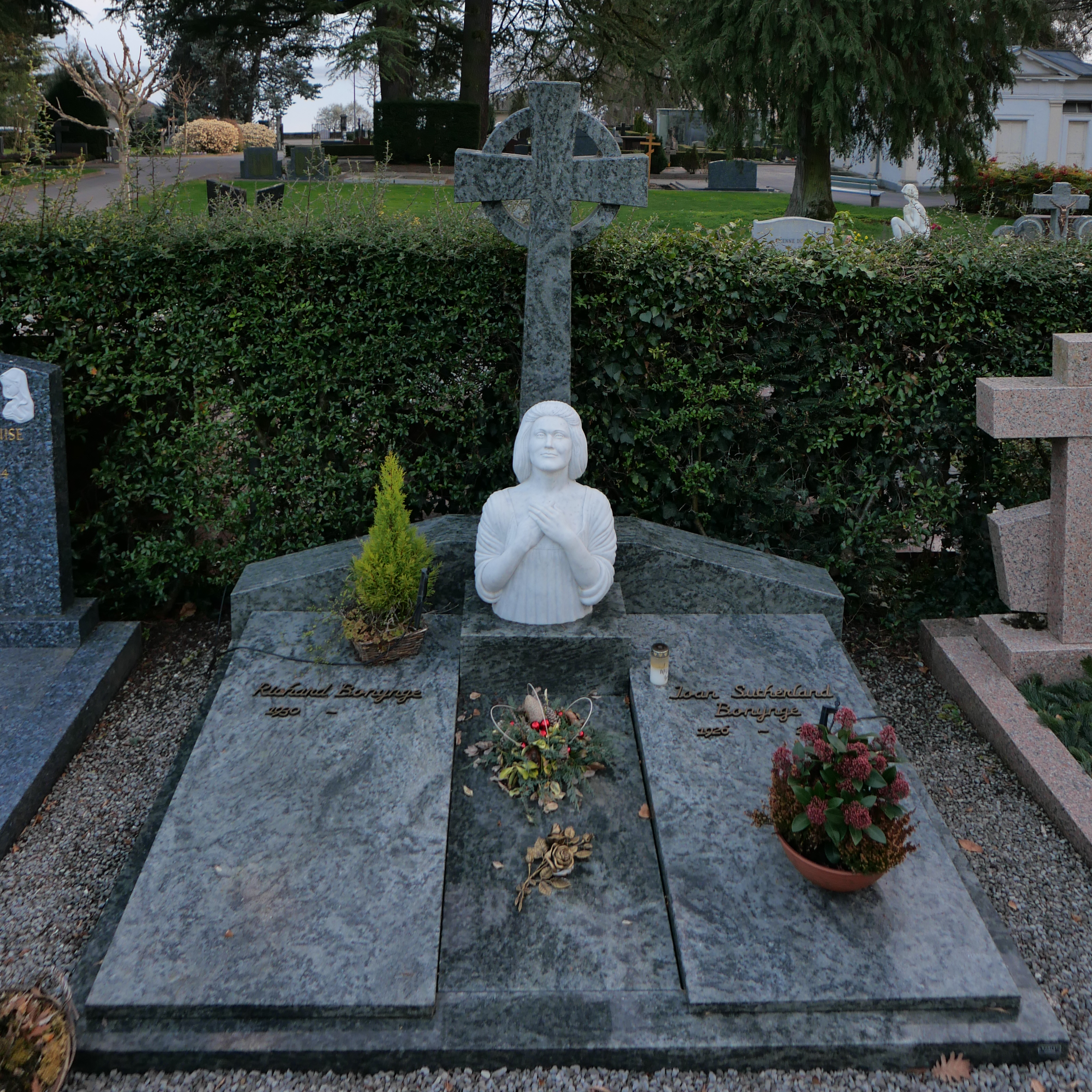
Grób w 2024 roku.

W 1979 otrzymała tytuł szlachecki. Pod koniec lat 80. wycofała się z publicznych występów. Pożegnalna gala artystki odbyła się w Sydney Opera House, Sutherland wystąpiła w roli Małgorzaty de Valois w Hugonotach Giacomo Meyerbeera. W 1997 wydała autobiografię zatytułowaną The autobiography of Joan Sutherland: A Prima Donna's Progress.
Sutherland została pochowana na cmentarzu Clarens VD. Obok jej grobu znajduje się przyszłe miejsce spoczynku jej małżonka.